# Union parisienne de la presse

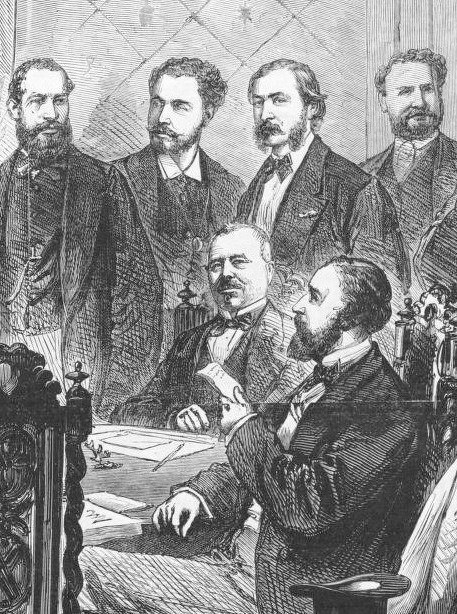
Détail d'une gravure du Monde illustré d'après un dessin de Gustave Janet montrant une réunion de l'Union parisienne de la presse au no 1 de la rue Drouot. Debout, de gauche à droite : Hervé (Journal de Paris), Tarbé (Le Gaulois), Dalloz (Le Moniteur universel, Le Monde illustré...) et Jenty (La France). Lauzières-Thémines (La Patrie) est assis au premier plan.
Gibiat (Le Constitutionnel, Le Pays), président de l'UP, est assis au centre.

L'Union parisienne de la presse (ou Union de la presse parisienne, ou simplement Union parisienne) est une organisation électorale fondée en juin 1871 autour de plusieurs grands journaux conservateurs ou modérés de la capitale française.

## Histoire

### Objectifs et méthodes

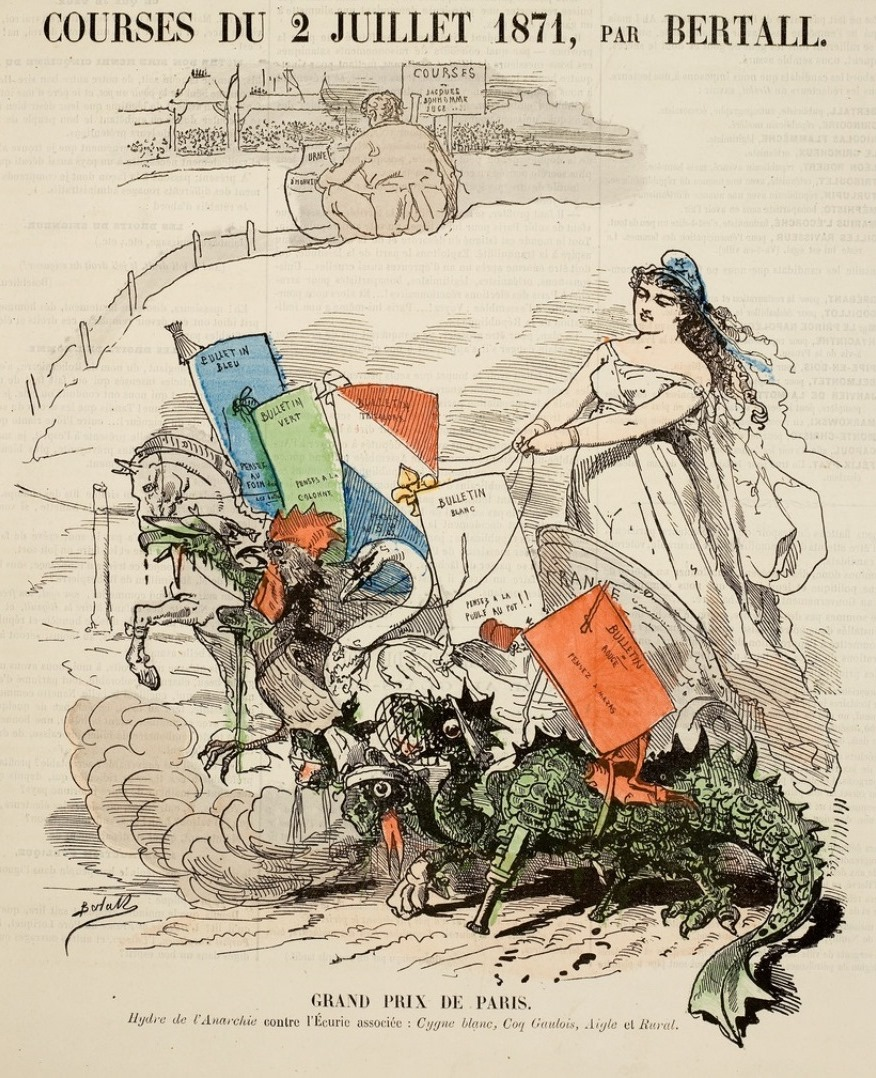
Dessin satirique de Bertall à propos des élections du 2 juillet. Faisant la course avec l'hydre de l'anarchie, le char de la République est attelé au cygne légitimiste, au coq orléaniste, à l'aigle bonapartiste et au cheval de labour des ruraux.

L'Union parisienne de la presse (UP) a initialement été créée en vue des élections législatives partielles du 2 juillet 1871, mais elle sera reconduite à la fin du même mois, lors de la campagne des élections municipales des 23 et 30 juillet.
Imaginée par Émile de Girardin (fondateur de La Presse et directeur de La Liberté) puis formée concrètement à la mi-juin sur l'initiative de Charles Jenty (directeur de La France) et d'Eugène Gibiat (propriétaire du Constitutionnel et du Pays), l'organisation est présidée par ce dernier et dotée d'un siège installé à l'hôtel de Russie, au no 1 de la rue Drouot.
Ce rassemblement d'une vingtaine de journaux à des fins politiques n'est pas inédit. En effet, la plupart d'entre eux s'étaient déjà associés trois mois auparavant, au début de la Commune, pour publier une protestation, soutenue dans la rue par les « Amis de l'Ordre », qui dénonçait l'illégitimité du Comité central de la garde nationale.
Instruite de l'échec parisien des conservateurs lors du scrutin du 8 février (quand la plupart des journaux de cette tendance avait publié des listes de candidats différentes), traumatisée par la Commune (qui a été réprimée quelques semaines plus tôt), et consciente d'un contexte national où l'avenir de la République semble très incertain (les monarchistes étant majoritaires mais divisés à l'Assemblée nationale), l'UP a pour but d'éviter la dispersion des voix des partisans de l'ordre, en établissant une liste unique de candidats conservateurs ou libéraux acceptables à la fois par les monarchistes (orléanistes, légitimistes et bonapartistes) et par les républicains modérés. Il n'est donc pas question de se prononcer sur le régime politique que doivent mettre en place les députés, mais plutôt de proposer un certain conservatisme social. Selon le rédacteur en chef du Figaro, Hippolyte de Villemessant, les membres de l'Union, en lien avec plusieurs comités électoraux d'arrondissement, se sont contentés de faire « de l'essence d'honnêtes gens, d'hommes d'ordre avant tout, et pas un nom n'a été accepté [...] sans avoir subi la formalité, ou plutôt l'épreuve, d'un scrutin secret ».
Contrairement à l'idée initiale de Girardin, qui avait proposé la candidature des 19 rédacteurs en chef de journaux qui s'étaient aussi bien opposés aux menées gambettistes en province qu'à la Commune de Paris, il est décidé de ne retenir aucun nom de journaliste, Dalloz, Jenty et Hervé acceptant de renoncer à toute candidature par « dévouement à l'union si nécessaire dans ces graves circonstances ». Sur la liste définitive, constituée de notables parisiens monarchistes ou républicains modérés, on retrouve aussi bien un évêque catholique, Monseigneur Freppel, qu'un pasteur protestant, Edmond de Pressensé. Une délégation avait été envoyée auprès du maréchal de Mac-Mahon pour lui proposer de faire figurer son nom en tête de liste, mais le futur président avait alors courtoisement décliné cette candidature et proposé, à la place, celle du général de Cissey.
En l'absence de partis politiques structurés (qui n'apparaîtront sous leur forme actuelle qu'à partir de 1901), l'UP coordonne ainsi le « parti libéral et conservateur » ou le « parti de l'ordre », dans la capitale face à la liste républicaine radicale, qu'elle présente abusivement comme l'héritière des Communards.

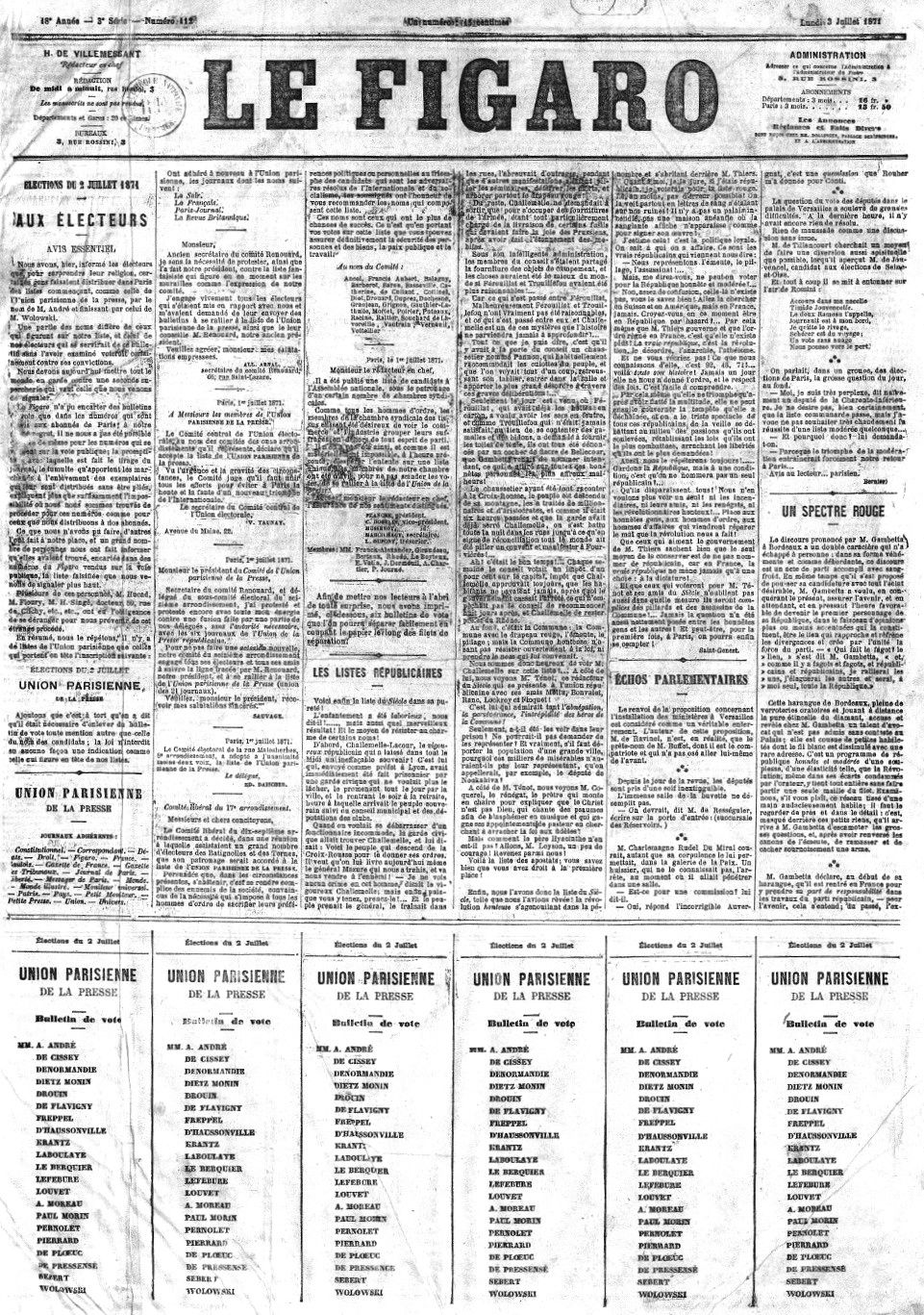
Le Figaro portant la date du 3 juillet 1871 (mais publié la veille) offre six bulletins de vote de l'Union parisienne de la presse à découper.

### Organisations concurrentes
Cependant, tous les journaux hostiles à l'extrême gauche ne font pas front commun.
Trois des titres qui s'étaient opposés à la Commune, L'Opinion nationale de Guéroult, Le Bien public et La Cloche de Ferragus ont ainsi préparé leur propre liste d'« Union républicaine de la presse ». Guéroult avait pourtant accueilli dans ses bureaux la première réunion préparatoire de l'UP, mais il s'en était immédiatement désolidarisé au profit d'une ligne exclusivement républicaine modérée.
Encore plus intraitables quant au républicanisme, Le Siècle, L'Avenir national et La Nation souveraine appuient quant à eux le Comité républicain de la Seine, dit « comité de la rue Turbigo » ou « comité Peyrat ». Celui-ci adopte une ligne de gauche modérée, certes fermée au tribun Gambetta et aux radicaux suspectés de complaisance avec la Commune, mais résolument hostile à toute forme de monarchie.
Une démarche conciliatrice, proche des positions du centre gauche incarné par Thiers, a été tentée par le Comité électoral de la rive gauche ou « Comité de la rue Le Peletier », présidé par Charles Renouard avec l'aide du bâtonnier Rousse. Soutenu par Le Temps, ce « comité Renouard » était entré en pourparlers avec les trois autres organisations ainsi qu'avec une « Union des chambres syndicales ». Après s'être rapproché de l'Union républicaine de Guéroult et après avoir proposé une liste ayant des noms communs avec celle de l'UP, le comité Renouard s'est finalement rallié en ordre dispersé aux choix de cette dernière peu de temps avant l'ouverture du scrutin, apportant avec lui l'appui du Soir (Hector Pessard), du Français (Étienne Récamier) et du Paris-Journal (Henry de Pène), mais pas celui du Temps.

### Résultats électoraux

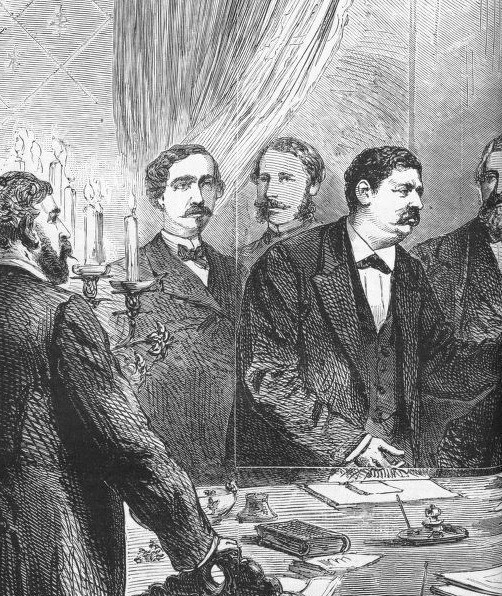
De gauche à droite : Janicot (La Gazette de France), Veuillot (L'Univers), Bapst (Le Journal des débats), Villemessant (Le Figaro) et Neychens (L'Union).

Le 2 juillet 1871, 16 des 21 candidats patronnés par l'UP sont élus à l'Assemblée nationale.
Ce succès encourage l'UP à rester active en vue des élections municipales de la fin du mois, pour lesquelles elle revendique un certain apolitisme face à des radicaux qui ne comptent pas se contenter de questions purement administratives. Les recommandations de l'UP sont à nouveau très suivies, mais surtout dans les quartiers bourgeois de l'Ouest et du Centre, les « quartiers excentriques » [sic] de l'Est étant, selon Villemessant, « éternellement voués aux agitateurs ». Ainsi, les candidats de l'UP remportent tous les quartiers des 6e et 9e arrondissements, ainsi que les trois quarts des sièges des 1er, 2e, 4e, 7e, 8e, 10e, 13e et 17e arrondissements, mais ils n'en obtiennent qu'un seul dans les 3e, 12e, 14e, 15e, 19e et 20e, et même aucun dans les 11e et 18e arrondissements. Finalement, les candidats de l'UP détiennent 42 des 80 sièges du conseil municipal.
Bien que certains membres de l'UP soient déçus de ne pas avoir remporté une majorité aussi absolue qu'au début du mois, le résultat reste encourageant et incite Villemessant à imaginer de transformer l'UP en une organisation permanente élargie à d'autres notabilités. Cet enthousiasme se manifeste le 3 août, à l'occasion d'un dîner des membres de l'UP chez Ledoyen, auquel ont été conviés Louis Veuillot et Émile de Girardin ainsi que Ducatel, le « sauveur de Paris », en guise d'invité surprise.

### Dissolution
Au-delà des élections, une certaine solidarité subsiste pendant quelques mois entre les différents titres. Ainsi, lors de la suspension du Pays par le gouvernement, Le Figaro prend la défense de ce journal bonapartiste au nom de l'UP, qui a « empêché qu'une quinzaine de rouges et de communeux ne pénétrât dans l'Assemblée ».
L'un des députés de l'UP, le général de Cissey, ayant été élu aussi bien par la Seine que par l'Ille-et-Vilaine et ayant opté pour ce dernier département, une nouvelle élection complémentaire a lieu à Paris le 7 janvier 1872. Cependant, l'UP n'aura cette fois-ci pas de candidat officiel, Mac-Mahon ayant une nouvelle fois décliné ses sollicitations. Par conséquent, ses membres et son électorat vont se disperser, essentiellement au profit du républicain modéré Joseph Vautrain, qui bat ainsi Victor Hugo, candidat des républicains plus avancés et des radicaux. L'UP n'est plus à l'ordre du jour, comme le confirme l'élection législative complémentaire du 27 avril 1873, provoquée par la mort de François-Clément Sauvage : les anciens partenaires de 1871 se partagent alors entre la candidature de Rémusat, un républicain modéré proche de Thiers, et celle du colonel Stoffel, un bonapartiste également soutenu par les légitimistes. Cette division facilite l'élection du républicain Barodet, qui entraîne la chute de Thiers. Quelques semaines plus tard, Le Figaro prend ses distances avec ses confrères de droite qui ont fait acte d'allégeance à Mac-Mahon.
À l'approche des élections municipales de 1874, les légitimistes de L'Union proposent de réactiver l'UP. Si cet appel est accueilli favorablement par La Presse, Le Gaulois, Le Pays et Le Moniteur universel, il est cependant rejeté par le Journal des débats, qui y voit avant tout une « manifestation antirépublicaine ». Le Paris-Journal, le Journal de Paris et L'Ordre refusent également ce nouveau projet de coalition, auquel ni Le Figaro, ni Le Soir, ni Le Français ne donnent suite, contraignant ainsi L'Union à renoncer à cette résurrection de l'UP.

## Journaux adhérents
- Le Constitutionnel[21] (Charles-Eugène Gibiat)
- Le Correspondant[21] (Léopold de Gaillard)
- Le Droit[21] (M. François)
- Le Figaro[21] (Hippolyte de Villemessant, Alfred d’Aunay)
- La France[21] (Charles Jenty, G. Masseras)
- Le Français[22]
- Le Gaulois[21] (Edmond Tarbé)
- La Gazette de France[21] (Gustave Janicot)
- La Gazette des Tribunaux[21] (Taillandier de Villeneuve)
- Le Journal des débats[21] (Jules Bapst)
- Le Journal de Paris[21] (Édouard Hervé)
- La Liberté[21] (Jules de Précy, Léonce Détroyat)
- Le Messager de Paris[21] (Eugène Rolland)
- Le Monde[21] (Armand Ravelet)
- Le Monde illustré[21] (Paul Dalloz)
- Le Moniteur universel[21] (Dalloz, Gustave Claudin)
- Paris-Journal[21] (Eugène Schnerb)
- La Patrie[21] (Achille de Lauzières-Thémines)
- Le Pays[21] (Gibiat)
- Le Petit Journal[21]
- Le Petit Moniteur[21] (Dalloz)
- La Petite Presse[21] (Dalloz)
- La Presse[21] (Arthur de La Guéronnière, Vernhelle)
- La Revue britannique[22]
- Le Salut[21]
- Le Soir[22]
- Le Sport[21]
- L'Union[21] (Jules Neychens)
- L'Univers[21] (Eugène Veuillot)

Entre parenthèses : noms des principaux représentants des journaux lors des réunions de l'UP et du dîner du 3 août.

En gras : journaux ayant signé en mars 1871 la Déclaration de la presse contre la Commune.